# Classe Yono
La classe Yono (in coreano: 연어급?, Yeon-eo geupLR, Yŏnŏ gŭpMR; letteralmente: classe Salmone) raggruppa una serie di minisommergibili a propulsione convenzionale Diesel-elettrica costruiti dalla Corea del Nord a partire dal 1965; da essi è derivata una serie prodotta in Iran detta classe Ghadir.

## Impiego operativo
Un membro dell'esecutivo nordcoreano che ha defezionato verso la Corea del Sud nel 2011, ha affermato, il 7 dicembre 2012, che l'equipaggio che ha affondato la Cheonan, è stato premiato dal governo e dalle Forze armate nordcoreane. Il transfuga, noto con l'alias di "Ahn Cheol-nam", ha dichiarato che comandante, comandante in seconda, direttore di macchina e nostromo del minisommergibile, sono stati insigniti del titolo e dell'onorificenza di "eroi della RPDC" nell'ottobre 2010.